# 菓子舗榮太楼

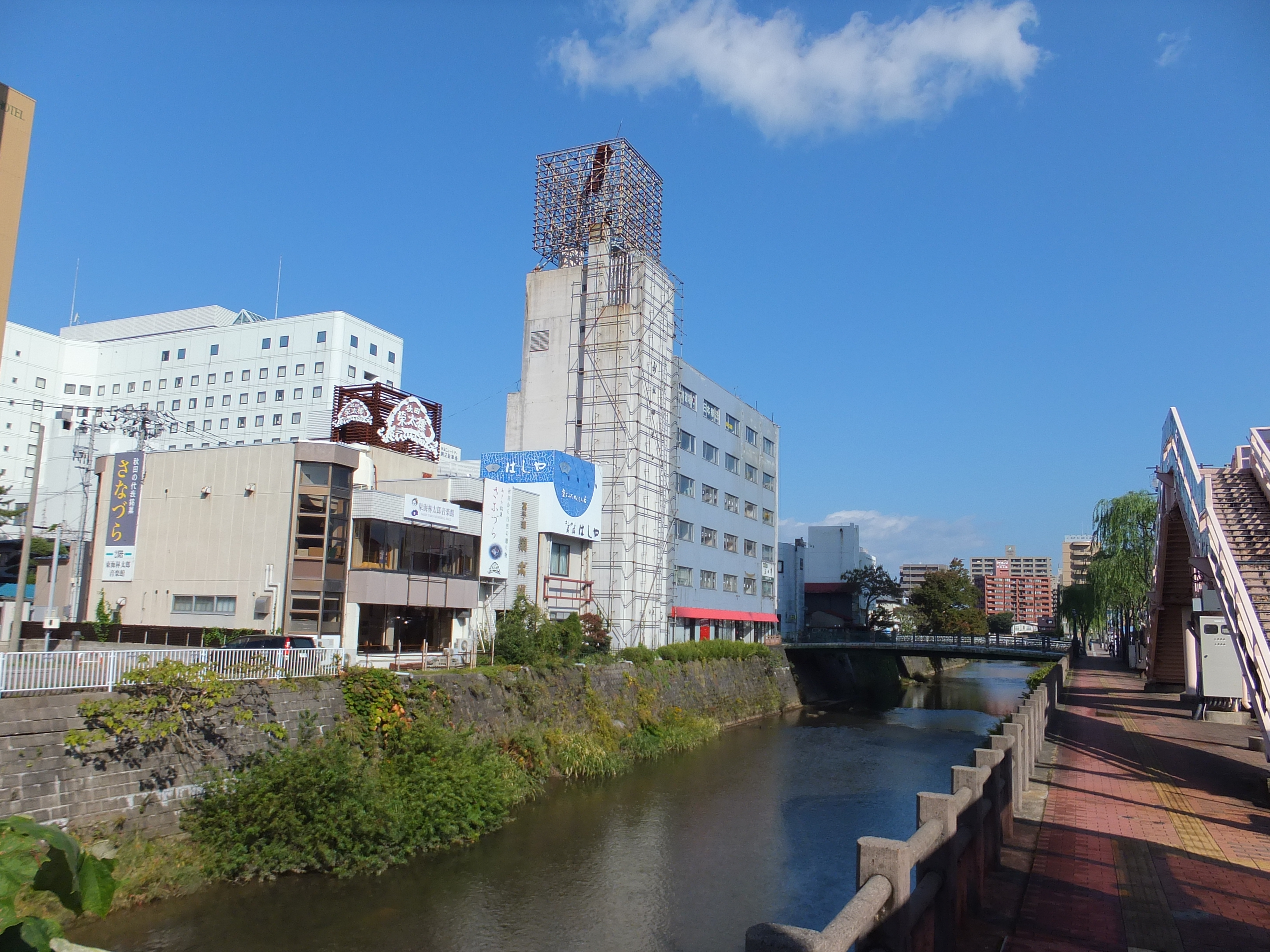
旭川に臨む菓子舗榮太楼旧大町店（画面左）、2012年撮影。

株式会社菓子舗榮太楼（かしほえいたろう）は、秋田県秋田市高陽幸町に本社および工場を置く、和洋菓子の製造販売会社。「さなづら」・「赤まん・青まん」・「桜咲く　さくらゼリー」が代表銘菓。

## 概要
1883年（明治16年）に、高橋長左衛門が川反二丁目（現在の大町二丁目）にて「栄太楼」という屋号で和菓子店を開業。当初は秋田名産であるフキの砂糖漬けなどを扱っていた。屋号は店の近くを流れる旭川の立地が、日本橋川に近い東京の栄太楼総本舗に似ていることから、長左衛門が「榮太楼」を名乗らせてもらえるようと頼み込んだことに由来し、暖簾分けで開業したわけではない。その後、1919年（大正8年）に商標、屋号を含めた全営業権を同地の小国庫吉が引き継いだ。

### 戦後
1947年（昭和22年）、経営多角化の一環で千秋矢留町にあった小国家の別荘を改装して、「旅館榮太楼」を開業する。旅館は大相撲巡業の宿舎としても使われ、横綱・大鵬が宿泊。小国輝也社長の姉・芳子を見初めて結婚が決まる。2006年（平成16年）を以って旅館は閉館することになったが、その際、輝也社長が大鵬に相談すると『お前が決めたことだから』と励まされたという。
2019年（令和元年）6月末で創業の地でかつて本店とした大町店を閉店した。大町店1階にはコミュニティスペース -EN、2階には「大鵬ギャラリー」、「秋田三大女傑」の一人といわれた輝也社長の祖母・キセが東海林太郎の幼馴染であったことから「東海林太郎音楽館」が併設されていた。大町店の閉店後、旧店舗は「榮太楼ふるさと文化館」となり、1階には「矢留彫金工房」が入居、2階の「東海林太郎音楽館・大鵬ギャラリー」は変わらずオープンしている。
このほか、新型コロナウイルス禍で低迷した菓子の売り上げを補おうと「豚まんの福楼」の展開を始めるが、2024年（令和6年）11月10日以降、営業形態の見直しで、店舗・オンライン販売とも無期限の休業となった。

## 店舗
- 榮太楼幸町店（本社・工場）： 秋田市高陽幸町9-11
- 榮太楼南通店： 秋田市南通亀の町11-9
- 榮太楼いとく新国道店： 秋田市高陽幸町14-27 新国道モール内
- 榮太楼いとく自衛隊通店： 秋田市土崎港北二丁目17-60 いとく自衛隊通店内
- 榮太楼秋田駅トピコ店： 秋田市中通七丁目1-2 トピコ内
- 榮太楼仁井田店： 秋田市仁井田新田二丁目15-17

## 関連書籍
- 菓子舗栄太楼 編『榮太楼百年の歩み』小国東三郎、1987年5月。